# 퇴계동
퇴계동(退溪洞)은 대한민국 강원특별자치도 춘천시에 있는 동이다.

## 연혁
- 1914년 4월 1일 행정구역 폐합 때 부내면의 약사리원리 일부를 병합하여 퇴계리라 하여 신남면에 편입
- 1939년 춘천읍에 편입되어 퇴계정이라 함
- 1946년 왜식동명을 우리이름으로 고칠 때 퇴계동으로 정함

## 지명 유래
퇴계동은 옛적에 신선(神仙)이 산다는 무릉계(武陵溪)라불렀다. 무릉계곡 한편으로 백사장이 있고 그 주변에는 복숭아 나무가 군락을 이루고 있었다. 꽃이 활짝 피는 봄이면 자욱한 안개가 서서히 걷히면서 안개 사이로 드러나는 계곡 속의 만발한 도화꽃 밭은 바로 선경(仙境)이요 무릉도원 이었다.
이곳에 효자 반희언이 살고 있었는데 임진왜란 당시 맹장으로 활약하던 아버지(반처량)가 전사하자 3년간 시묘살이(아버지의 묘소옆에 초막을 짓고 묘소를 돌보는일)를 마치고 집에 돌아와 보니 어머님의 병이 들어 사경을 헤메고 있었다.
효자 반희언은 백방으로 약을 구하여 어머니를 간병하였으나 효험이 없던 차 꿈속에 한 신선이 나타나 대룡산 어디쯤 가면 시체 다섯구가 있으니 가운데 시체의 목을 잘라다 어머니께 먹이면 병이 낫는다고 하여 신선이 가르쳐준 대룡산으로 달려갔다. 과연 시체 다섯 구가 있었다. 어머니를 살리겠다는 일념으로 가운데 시체의 머리를 잘라 돌아온 길을 거두리(머리를 잘랐다)라 부르니 지금의 거두리다. 시체의 머리를 달여서 어머니께 드리니 어머니의 병은 씻은 듯이 나았다. 하도 기이하여 후일 대룡산을 찾으니 산삼 다섯 포기 중 가운데 가장 오래된 산삼의 머리 부분이 잘려 있었다. 이 효성이 임금님께 알려져 효자각을 내리니 사람들이 많이 다니는 춘천, 원주, 양구 가는 삼거리, 지금의 효자동이 그 효자각을(현재 우체국 자리)세웠던 곳이다.
반희언의 어머니는 복사꽃을 좋아했다. 효자의 정성으로 완쾌된 어머니와 복숭아 나무를 심고 가꾸며 살아가던 중 하루는 홍수로 대룡산의 계곡물과 학곡천의 범람한 물이 복숭아 밭으로 밀려왔다. 효자 반희언은 옥황상제님을 부르며 온 몸으로 물길을 막아내자 하늘도 효자의 마음을 헤아려 물길을 돌렸다. 계곡의 하천이 방향을 돌려 물려갔다 하여 물러갈 퇴(退), 시내 계(溪) 자를 써서 1946년부터 퇴계동(退溪洞)이라 부르게 되었다.

## 주요 시설

### 관공서

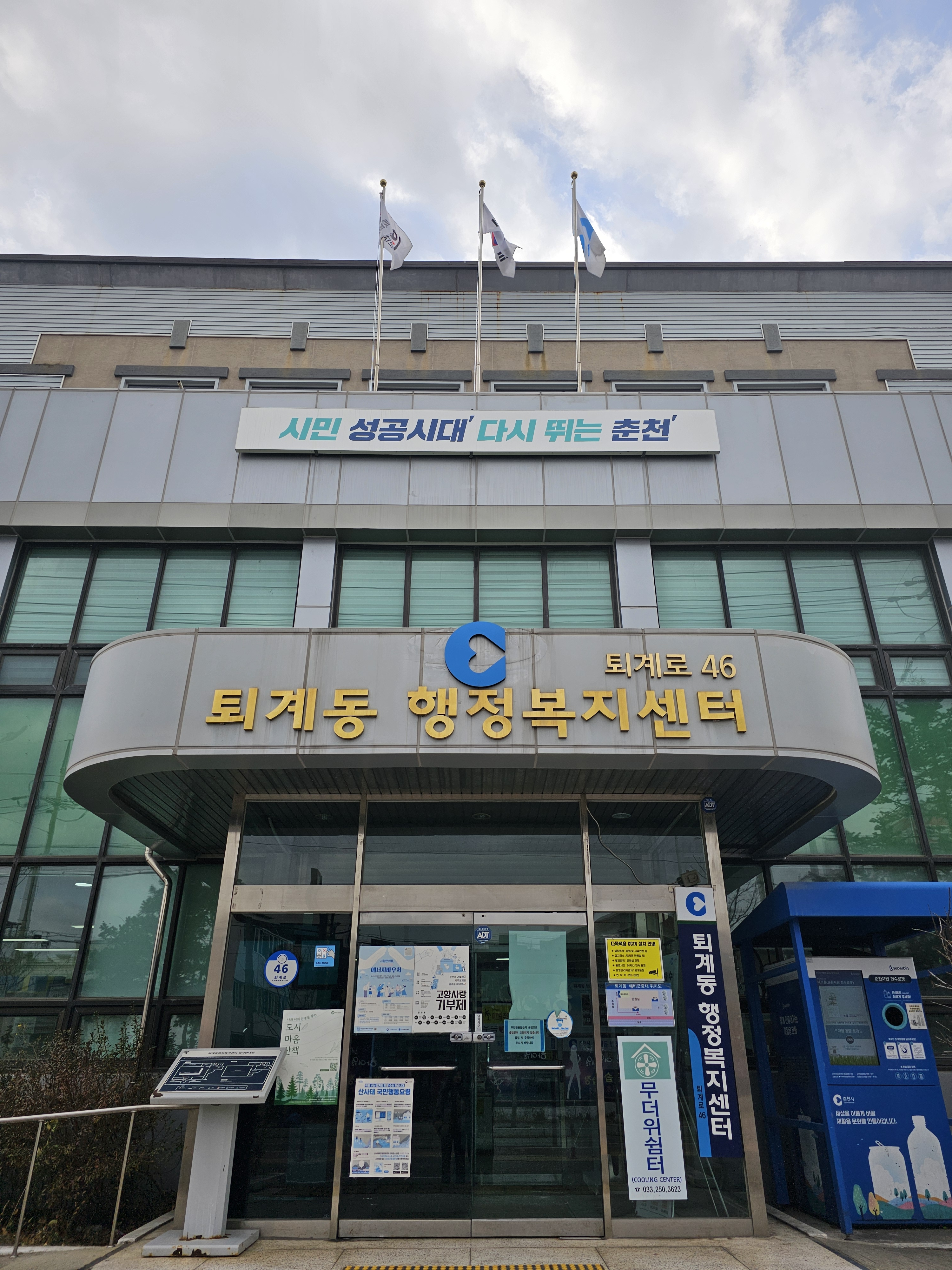
퇴계동 행정복지센터

- 퇴계동 행정복지센터
- 춘천경찰서 남부지구대
- 퇴계동 우체국
- 퇴계2동 우체국
- 춘천시보훈회관
- 강원지방중소기업청
- 한국수자원공사 강원지역본부
- 국민연금공단 춘천지사
- 춘천시여성회관
- 춘천문화원

### 교통 시설
- 남춘천역

### 문화 시설
- CGV 춘천

### 상업 시설
- 홈플러스 춘천점
- 하나로마트 퇴계점

### 산업 시설
- 퇴계농공단지

### 방송국
- KBS 춘천방송총국 신사옥

### 아파트
| 단지명                | 건설사                  | 시행사           | 주소                      | 입주        | 비고     |
| --------------------- | ----------------------- | ---------------- | ------------------------- | ----------- | -------- |
| 퇴계주공 2단지        | ㈜한양                  | 대한주택공사     | 퇴계로 168                | 1999년 9월  |          |
| 퇴계주공 1단지        | ㈜일신                  | 대한주택공사     | 퇴계로 167                | 2000년 9월  |          |
| 퇴계주공 6단지        | 중흥건설                | 대한주택공사     | 지석로 64                 | 2002년 3월  |          |
| 퇴계주공 7단지        | ㈜효성                  | 대한주택공사     | 승지골길16번길 14         | 2004년 11월 | 국민임대 |
| 퇴계주공 9단지        | 서광건설산업㈜          | 대한주택공사     | 안마산로 244              | 2005년 6월  | 국민임대 |
| 퇴계주공 8단지        | 중원건설산업㈜          | 대한주택공사     | 승지골길16번길 48         | 2005년 7월  | 국민임대 |
| 퇴계뜨란채 10단지     | 금호건설 한울종합건설㈜ | 대한주택공사     | 승지골길16번길 47         | 2006년 5월  |          |
| 남춘천 휴먼시아 1단지 | 성지건설㈜              | 한국토지주택공사 | 남춘천새길 11             | 2011년 8월  |          |
| 남춘천 휴먼시아 2단지 | 서희건설                | 한국토지주택공사 | 퇴계로 128                | 2010년 7월  |          |
| 퇴계 이안             | 대우산업개발            | ㈜더굿           | 영서로 2169               | 2007년 8월  |          |
| 퇴계 쌍용스윗닷홈     | 쌍용건설                | 쌍용건설         | 춘주로 176-22             | 2005년 5월  |          |
| 퇴계 중앙하이츠빌     | 중앙건설                | 모아건설㈜       | 영서로2141번길 33 (1단지) | 2006년 10월 |          |
| 퇴계 중앙하이츠빌     | 중앙건설                | ㈜명문건설       | 영서로2141번길 25 (2단지) | 2007년 7월  |          |
| 퇴계 중앙하이츠빌     | 중앙건설                | ㈜명문건설       | 지석로 10 (3단지)         | 2008년 9월  |          |
| 퇴계 우성             | 우성건설㈜              | 우성건설㈜       | 국사봉길 7                | 1999년 9월  |          |
| 유승한내들            | ㈜유승종합건설          | ㈜유승종합건설   | 퇴계로 108                | 2006년 8월  |          |
| 퇴계 E편한세상        | ㈜디엘이앤씨            | 생보부동산신탁㈜ | 안마산로 133              | 2019년 10월 |          |

## 교육
- 남부초등학교
- 성원초등학교
- 퇴계초등학교[1]
- 대룡중학교
- 퇴계중학교[2]